# Phasmahyla jandaia
Espèce
Synonymes
- Phyllomedusa jandaia Bokermann & Sazima, 1978

Statut de conservation UICN

 LC  : Préoccupation mineure
Phasmahyla jandaia est une espèce d'amphibiens de la famille des Phyllomedusidae.

## Répartition
Cette espèce est endémique du Minas Gerais au Brésil. Elle se rencontre vers Belo Horizonte et Capelinha au-dessus de 1 000 m d'altitude dans la serra do Cipó et la serra do Caraça.

## Description
Les mâles mesurent jusqu'à 33 mm.

## Reproduction
Les œufs sont pondus sur des feuilles surplombant un plan d'eau de manière que les tétards y tombent lors de l'éclosion.

## Publication originale
- Bokermann & Sazima, 1978 : Anfíbios da Serra do Cipó, Minas Gerais, Brasil. 4: Descrição de Phylomedusa jandaia sp. n. (Anura, Hylidae). Revista Brasileira de Biologia, vol. 38, no 4, p. 927-930.